# Subviratge

La línia vermella indica la trajectòria conseqüència d'un subviratge.

El subviratge és un fenomen que es produeix durant la conducció d'un vehicle que provoca que el gir real d'aquest sigui menor a què teòricament hauria d'induir la posició de les rodes davanteres. D'aquesta manera la part davantera del vehicle tendeix a sortir cap a l'exterior de la corba. Es produeix quan el vehicle perd adherència al tren davanter, per la qual cosa, fa la sensació "obrir-se" en les corbes. L'efecte contrari és el sobreviratge.
És típic dels vehicles de tracció davantera i està determinat principalment pel repartiment de pesos entre els eixos del vehicle i per les inèrcies que produeixen les transferències de masses durant la conducció. També pel fet que les rodes directrius hagin de transmetre al mateix temps forces laterals i longitudinals, ja que són les encarregades de donar tracció. Per això, en vehicles de tracció davantera, el subviratge es torna més acusat com més es trepitja l'accelerador en un revolt.
En els cotxes dirigits a al gran públic, es tendeix a afavorir el comportament subvirador del vehicle en situacions límit, ja que resulta més fàcil de controlar per un conductor inexpert que el sobreviratge.
En el subviratge, causat generalment per un gir abrupte, les rodes davanteres comencen a patinar abans que les del darrere, de manera que si es pressiona lleugerament el fre, la transferència de pesos de l'eix posterior al davanter ajuda a augmentar la força de fricció en aquest eix per millorar la situació.
Com a anècdota, l'expilot i campió del Món de ral·li Walter Röhrl va expressar una vegada: "Subviratge és quan veus l'arbre contra el qual et vas a estavellar. Sobreviratge és quan només el sents."